# (7548) Engström
7548 Engstrom (1980 FW2) – planetoida z grupy pasa głównego asteroid okrążająca Słońce w ciągu 5,6 lat w średniej odległości 3,15 j.a. Odkryta 16 marca 1980 roku.